# Frederic Joseph Maria Anton Reekers
Frederic Joseph Maria Anton Reekers (Amsterdam, 6 juni 1842 – aldaar, 27 mei 1922) was een Nederlands politicus.
Reekers was een Amsterdamse katholieke politicus, die veertig jaar volksvertegenwoordiger was. In 1878 werd hij via het nieuwe district Haarlemmermeer tot Tweede Kamerlid gekozen. Hij ontpopte zich als belangenbehartiger van de vissers. Hij bracht na twee vergeefse pogingen in 1890 een initiatiefwet tot stand over het gebruik van grotere netten bij de visserij op de Zuiderzee. Hij behoorde tot de meer democratisch gezinde katholieke afgevaardigden en koos vaak de zijde van Schaepman. Hij was een voorstander van persoonlijke dienstplicht. Hij verloor in 1894 als anti-Takkiaan zijn zetel. Hij werd twee jaar later voor Gelderland Eerste Kamerlid.
- Biografisch Portaal: 49104189
- Parlement.com: vg09ll5oibyb